# Искаков, Куанышбек Досмаилович
Куанышбек Досмаилович Искаков (каз. Қуанышбек Досмайлұлы Ысқақов; род. 15 марта 1968; Кызылорда, Казахская ССР, СССР) — казахстанский политический деятель, аким Кызылординской области (с 28 июня 2019 года по 28 марта 2020 года).

## Биография
Искаков Куанышбек Досмаилович родился в 1968 году в городе Кызылорда.
В 1993 году окончил Кызылординский институт инженеров агропромышленного производства имени И. Жахаева по специальности «инженер-строитель», в 1998 году Кызылординский политехнический институт по специальности «экономист-бухгалтер» а также в 2007 году окончил Казахстанский университет инновационных и телекоммуникационных систем по специальности «юрист».
Трудовую деятельность начал в 1985 году в качестве станочника 1-го разряда мебельной фабрики города Кызылорда.
В 1986-1988 годах проходил срочную военную службу в Демократической Республике Афганистан.
С 1993 по 2000 годы — специалист, старший, главный налоговый инспектор, заведующий сектором Налоговой инспекции города Кызылорды.
С 2000 по 2003 годы — заместитель председателя Налогового комитета Кызылординской области.
С 2003 по 2005 годы — зам. председателя Налогового комитета Западно-Казахстанской области.
С 2005 по 2008 годы — председатель Налогового комитета Западно-Казахстанской области.
С 2008 по 2011 годы — начальник налогового департамента Кызылординской области.
С октябрь 2011 по март 2012 годы — первый заместитель акима Кызылординской области.
С март 2012 по июнь 2012 годы — начальник управления финансов Кызылординской области.
С июнь 2012 по июль 2015 годы — начальник Налогового департамента по Мангистауской области.
С июль по декабрь 2015 годы — руководитель инспекции финансового контроля по Кызылординской области.
С декабрь 2015 по июнь 2019 годы — заместитель акима Кызылординской области, курирующий вопросы экономики, финансов, занятости и социальной защиты населения.
Указом Президента Республики Казахстан от 28 июня 2019 года № 39 назначен акимом Кызылординской области.
27 марта 2020 года задержан правоохранительными органами по обвинению в мошенничестве. 
28 марта освобожден от должности Акима Кызылординской области.
10 декабря 2020 года кызылординский суд №2 признал экс-акима, виновным по мошенничеству с деньгами, предназначавшимися для  восстановления Арыси и приговорил к семи годам тюремного заключения, с отбыванием наказания в учреждении УИС средней безопасности.

## Награды
- Почётная грамота Верховного Совета СССР
- Отличник налоговой службы Республики Казахстан
- Награждён правительственными и юбилейными государственными медалями Республики Казахстан и др.
- Награждён медалью «За трудовое отличие» и орденом «Қурмет».
- Медаль «Воину-интернационалисту от благодарного афганского народа»
- Медаль «За боевые заслуги»
- Юбилейная медаль «70 лет Вооружённых Сил СССР»
- Нагрудный знак «Воину-интернационалисту»